# ویز ایر
هلدینگ ویز ایر یک شرکت هواپیمایی ارزان‌قیمت مجارستانی است که در شهر جرزی ثبت رسمی شده‌است. این شرکت شامل شرکت‌های تابعهٔ ویز ایر مجارستان، ویز ایر مالت، ویز ایر ابوظبی و ویز ایر بریتانیا است که پروازهای متعددی به بسیاری از شهرهای سراسر اروپا و همچنین برخی از مقاصد در شمال آفریقا، خاورمیانه و همچنین جنوب آسیا و آسیای مرکزی انجام می‌دهند. بنا بر داده‌های سال ۲۰۲۳ میلادی، بزرگ‌ترین پایگاه‌های عملیاتی این گروه در فرودگاه بین‌المللی بوداپست فرنتس لیست، فرودگاه بین‌المللی هنری کواندا و فرودگاه لوتن لندن قرار داشتند و به ۱۹۴ فرودگاه پرواز انجام می‌دهند. شرکت هلدینگ در بورس لندن فهرست شده‌است و جزء شاخص فوتسی ۲۵۰ است.
قدیمی‌ترین شرکت هواپیمایی این گروه، ویز ایر مجارستان (مجاری: Wizz Air Hungary Légiközlekedési Zrt.) است که دفتر مرکزی آن در شهر بوداپست قرار دارد. ویز ایر مجارستان دارای بزرگ‌ترین ناوگان هواپیمایی در میان شرکت‌های هواپیمایی مجارستان دارد، اگرچه که شرکت هواپیمایی حامل پرچم این کشور نیست.

## تاریخچه

### تأسیس و گسترش
ویز ایر مجارستان در سپتامبر ۲۰۰۳ تأسیس شد. سرمایه‌گذار اصلی آن ایندیگو پارتنرز، یک شرکت سهام خصوصی آمریکایی بود که در سرمایه‌گذاری‌های مربوط به ترابری تخصص داشت. اولین پرواز از فرودگاه بین‌المللی کاتوویتسه در ۱۹ مه ۲۰۰۴ انجام شد. مدیر عامل اجرایی این شرکت هواپیمایی یوزف وارادی، مدیر عامل سابق مالیو است. این شرکت در پشت، مجارستان ثبت شده‌است.
در ۲۵ فوریه ۲۰۱۵، سهام ویز ایر در بورس لندن معامله شد.
در نوامبر ۲۰۱۷، ویز ایر راه‌اندازی یک بخش بریتانیایی به نام ویز ایر بریتانیا را اعلام کرد. این شرکت هواپیمایی با موفقیت برای CAA برای AOC و مجوز عملیات نوع A درخواست داد. این شرکت هواپیمایی در مارس ۲۰۱۸ با استفاده از هواپیماهای ثبت شده بریتانیا شروع به فعالیت کرد. ویز ایر بریتانیا قرار بود کنترل پروازهای بریتانیا را که قبلاً توسط ویز ایر انجام می‌شد را آغاز کند و برنامه‌هایی برای استخدام بیش از ۱۰۰ پرسنل این شرکت تا پایان سال ۲۰۱۸ آغاز شد.
در نوامبر ۲۰۱۸، ویز ایر اعلام کرد که قصد دارد شعبهٔ ویز ایر اوکراین خود را تقریباً سه سال پس از بسته شدن، دوباره فعال کند. این شرکت هواپیمایی به دنبال خرید ۲۰ فروند ایرباس ای۳۲۰نئو در سال ۲۰۱۹ بود. قرار بود پایگاه‌هایی در کی‌یف و شهرهای سرتاسر کشور ایجاد شود و تا سال ۲۰۲۵ جابجایی مسافران سالانه ۶ میلیون نفر باشد.

### همه‌گیری کرونا
در اوایل سال ۲۰۲۰، دنیاگیری کوید-۱۹ ویز ایر را مجبور کرد ناوگان خود را زمین‌گیر کند. اگرچه در ماه مارس اعلام شد که هیچ تعدیلی برنامه‌ریزی نشده‌است، اما یک پنجم کارکنان پس از مشخص شدن تعطیلی سفرهای هوایی در سراسر قاره اخراج شدند. در آوریل ۲۰۲۰، بر اساس تعداد مسافران، ویز ایر با ۷۸٫۰۰۰ مسافر به بزرگ‌ترین شرکت هواپیمایی ارزان قیمت اروپا تبدیل شد. در اواسط ژوئن، آنها به ۴۰ درصد از درآمد عادی هفتگی سال قبل خود رسیده بودند، در حالی که نسبت عدم نمایش از ۸۰ درصد در آوریل به ۳۰ درصد کاهش یافت.در ژوئیهٔ ۲۰۲۰، این شرکت هواپیمایی اعلام کرد که با شرکت هلدینگ توسعهٔ ابوظبی یک شرکت مشارکتی تشکیل خواهد داد.
در اکتبر ۲۰۲۰، ویز ایر یک ایرباس ای۳۳۳ هواگرد باری (HA-LHU، سابقاً قطر کارگو) را تحویل گرفت، که آن را به نمایندگی از دولت مجارستان به عنوان «شرکت هواپیمایی باری مجارستان» به‌کار می‌گیرد. در همان ماه اعلام کرد که اولین پایگاه اسکاندیناوی آن در فرودگاه گاردرموئن اسلو در نوامبر ۲۰۲۰ افتتاح خواهد شد. دو هواپیمای مستقر در آنجا نیز پروازهای داخلی را در داخل نروژ انجام خواهند داد. با این حال، فروش بلیت برای پروازهای داخلی پس از ۱۳ ژوئن ۲۰۲۱ متعاقباً متوقف شد.

### گسترش مجدد
در ۳ فوریه ۲۰۲۱، ویز ایر دومین پایگاه خود را در بوسنی و هرزگوین، پس از توزلا افتتاح کرد و اعلام نمود که یک پایگاه در سارایوو با یک ایرباس ای۳۲۰ باز خواهد کرد. این شرکت هواپیمایی ۹ مقصد جدید از سارایوو را با ۲۱ پرواز هفتگی اعلام کرد.
در آوریل ۲۰۲۱، طبق برنامه‌ریزی، ویز ایر ابوظبی را به خدمات خود اضافه کرد و اتصال به اروپا فراتر از امارات متحده عربی به همسایگان کشورهای عربی را به خدمات خود اضافه کرد.
در اوت ۲۰۲۱، مدیریت شرکت اعلام کرد که قصد دارد تا سال ۲۰۳۰، تعداد ۴٫۶۰۰ خلبان جدید را استخدام کند، که بخش اول برنامهٔ آنها آموزش و استخدام نزدیک به ۵۰۰ خلبان تا پایان سال ۲۰۲۱ است.
در سپتامبر ۲۰۲۱، شرکت هواپیمایی ارزان قیمت رقیب، ایزی‌جت، ادعا کرد که پیشنهاد خرید ویز ایر را رد کرده‌است.
در ماه مه ۲۰۲۲، ویز ایر گفت که یک یادداشت تفاهم با وزارت سرمایه‌گذاری عربستان سعودی امضا کرده‌است تا بر روی سرمایه‌گذاری‌های بالقوه و مدل‌های عملیاتی برای تقویت صنعت گردشگری کشور و افزایش ارتباط آن همکاری کنند. در همان ماه، این شرکت قصد خود را برای تشکیل یک شرکت تابعه در مالت به نام ویز ایر مالت را اعلام کرد. در اوت ۲۰۲۲، اعلام شد که مدیر سابق رایان ایر از ۱ نوامبر ۲۰۲۲ به عنوان مدیر عامل به این شرکت تازه‌تأسیس ملحق خواهد شد.
ویز ایر قصد دارد تا پایان دههٔ ۲۰ میلادی، ناوگان خود را از ۱۸۰ هواپیما به ۵۰۰ هواپیما افزایش دهد.

### حملهٔ ۲۰۲۰ روسیه به اوکراین
به دنبال حمله روسیه به اوکراین، چهار هواپیمای ویز ایر در اوکراین، سه فروند در کی‌یف و یک فروند در لویو زمین‌گیر شدند. اگرچه هواپیمایی که در لویو بود از آن زمان بازیابی شده و دوباره وارد خدمت شده‌است.
پروازها به دلیل وقوع جنگ به مدت دو هفته محدود شدند، اما ویز ایر به‌زودی به فعالیت عادی بازگشت، به استثنای بازارهای اوکراین و روسیه، که به حالت تعلیق باقی ماندند.
در مارس ۲۰۲۲، در بحبوحهٔ تهاجم، ویز ایر ۱۰۰٫۰۰۰ بلیط هواپیمای رایگان برای پروازهای کوتاه‌مدت از لهستان، اسلواکی، مجارستان و رومانی به پناهندگان اوکراینی ارائه کرد.

## مقصدهای پروازی

کشورهایی که ویز ایر به آن‌ها پرواز انجام می‌دهد (فوریهٔ ۲۰۲۴)

Wizz Air خدمات جدید را بین فرودگاه بین‌المللی کاتوویتسه و فرودگاه لندن لوتون در سال ۲۰۰۸ آغاز کرد. در ژانویهٔ ۲۰۰۸، پروازها از گدانسک به یوتبری، بورنموث و کاونتری آغاز شدند. در تابستان ۲۰۰۸، ویز ایر پروازهای فصلی تابستانی را از کاتوویتسه و بوداپست به خیرونا و همچنین یک پرواز هفتگی جدید به خیرونا را از گدانسک از سر گرفت. سایر پروازهای تابستانی بوداپست عبارتند از: هراکلیون، کورفو، بورگاس و وارنا؛ از کاتوویتس تا کرت-هراکلیون و بورگاس؛ و ورشو تا کورفو و بورگاس. همچنین پروازهای سه بار در هفتهٔ خود را از فرودگاه لوتن لندن به بورگاس از سر گرفت. در ۲ اکتبر ۲۰۰۸، ویز ایر اعلام کرد که تعدادی از پروازهای رومانیایی آن به دنبال سفارش سه هواپیمای ایرباس ای۳۲۰، افزایش یافته‌است.
در فوریهٔ ۲۰۱۲، ویز ایر اعلام کرد که از ۱۸ ژوئن ۲۰۱۲ پروازهای خود را از فرودگاه بین‌المللی دبرتسن به لندن آغاز خواهد کرد. در ۱۱ سپتامبر ۲۰۱۲، ویز ایر مسیرهای جدیدی را به و از تل‌آویو اسرائیل اعلام کرد.
در ۱۲ آوریل ۲۰۱۳، ویز اعلام کرد که از ۱۷ ژوئن ۲۰۱۳ پروازهای خود را از فرودگاه بین‌المللی بوداپست فرنتس لیست به فرودگاه بین‌المللی حیدر علی‌اف باکو آغاز می‌کند. در ۲۶ ژوئن ۲۰۱۳، ویز ایر ورود به بازار اسلواکی را اعلام کرد و از سپتامبر ۲۰۱۳ یک مسیر جدید از فرودگاه بین‌المللی کوشیتسه اضافه کرد.
در اکتبر ۲۰۱۳ ویز ایر پروازهای خود را از بخارست، بوداپست، کی‌یف و صوفیه به دبی آغاز کرد.
در ۲۶ ژوئن ۲۰۱۵، این شرکت هواپیمایی نوزدهمین پایگاه خود را در فرودگاه بین‌المللی توزلا در بوسنی و هرزگوین افتتاح کرد و یک هواپیمای جدید ایرباس ای۳۲۰ را در این فرودگاه مستقر کرد. با این هواپیمای مستقر در فرودگاه، ویز ایر مسیرهای جدیدی را به فرودگاه ممینگن (نزدیک مونیخ) و فرودگاه سندفیورد، تورپ (نزدیک اسلو) باز کرد، و از ۲۶ ژوئن ۲۰۱۵، به فرودگاه فرانکفورت-هان و فرودگاه استکهلم-اسکاوستا.
در فوریه ۲۰۱۶، ویز ایر یک پایگاه جدید در فرودگاه بین‌المللی کوتائیسی را اعلام کرد. در اکتبر ۲۰۱۶، ,dc hdv یک پایگاه جدید در فرودگاه بین‌المللی کیشیناو در مولداوی را اعلام کرد. در دسامبر ۲۰۱۶، ویز ایر یک پایگاه جدید در وارنا در بلغارستان را اعلام کرد.
در فوریه ۲۰۱۷، ویز ایر یک پایگاه جدید در فرودگاه لوتن لندن در بریتانیا را اعلام کرد. همچنین در سال ۲۰۱۷، این شرکت سه مسیر جدید به تل‌آویو اسرائیل اضافه کرد: پریشتینا، کوزوو، و کوتائیسی.
در ژانویهٔ ۲۰۱۸، ویز ایر یک پایگاه جدید در فرودگاه بین‌المللی وین در اتریش را اعلام کرد. سه ایرباس ۳۲۰/۳۲۱ قرار است در وین مستقر شوند و این شرکت در مجموع ۱۷ مسیر جدید را از پایتخت اتریش اجرا خواهد کرد.
در نوامبر ۲۰۱۸، این شرکت هواپیمایی اعلام کرد که پایگاه خود را در فرودگاه بین‌المللی ژان پل دوم کراکوف-بالیس در لهستان، با ۱۲ مسیر افتتاح می‌کند.
در مارس ۲۰۲۲، ویز ایر اعلام کرد که پروازهای برنامه‌ریزی‌شدهٔ خود را به فرودگاه بین‌المللی ماتالا، سری‌لانکا از ابوظبی آغاز خواهد کرد.
در پایان سال ۲۰۲۲، این شرکت هواپیمایی مقاصد جدیدی را به تاشکند و سمرقند راه‌اندازی کرد.
در ۶ آوریل ۲۰۲۳، این شرکت هواپیمایی اعلام کرد که پروازهای برنامه‌ریزی‌شده‌ای را از فرودگاه بین‌المللی براشوف-گیمبه در رومانی به فرودگاه لوتن لندن و فرودگاه دورتموند به ترتیب در آگوست و سپتامبر ۲۰۲۳ آغاز خواهد کرد.

## ناوگان

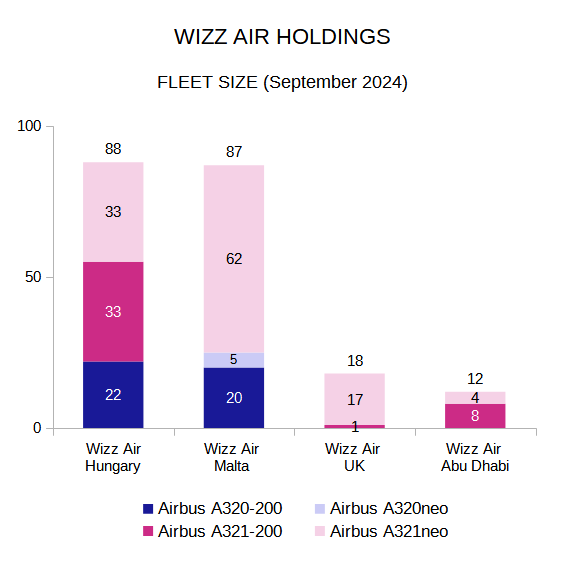
تعداد ناوگان هوایی هلدینگ ویز ایر

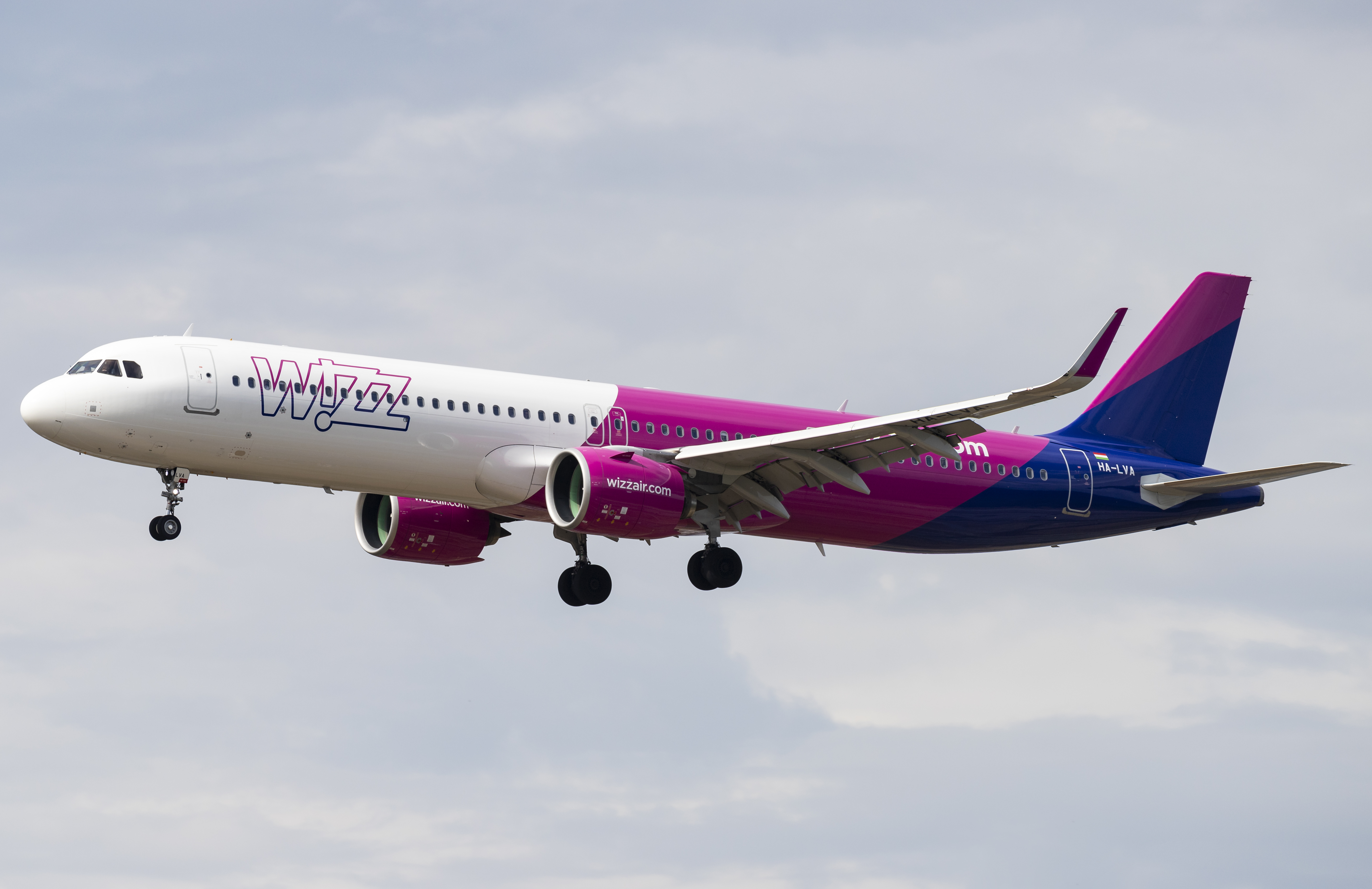
یک فروند ایرباس ای۳۲۰نئو متعلق به ویز ایر

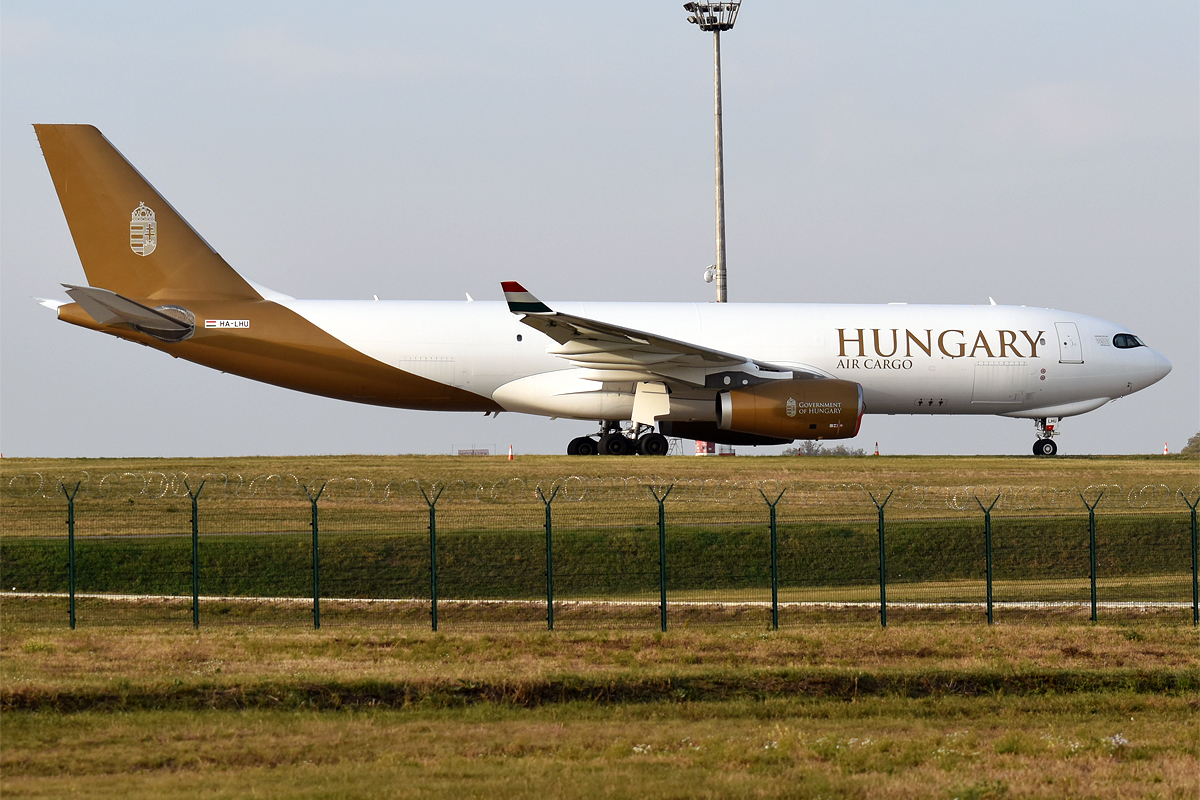
ویز ایر کارگو ای۳۳۰–۲۰۰اف

تا تاریخ ژانویه ۲۰۲۴، ویز ایر و شرکت‌های تابعه آن هواپیماهای زیر را در اختیار داشتند:
| هواپیما                 | فعال | سفارش‌ها | ظرفیت | توضیحات                                                |
| ----------------------- | ---- | ------- | ----- | ------------------------------------------------------ |
| خانواده ایرباس ای۳۲۰    | ۴۰   | —       | ۱۸۰   | به تدریج کنار گذاشته شده و با ای۳۲۰نئو جایگزین می‌شوند. |
| خانواده ایرباس ای۳۲۰    | ۴۰   | —       | ۱۸۶   | به تدریج کنار گذاشته شده و با ای۳۲۰نئو جایگزین می‌شوند. |
| خانواده ایرباس ای۳۲۰نئو | ۶    | ۱۳      | ۱۸۶   | همگی توسط ویز ایر مالت استفاده می‌شوند.                 |
| ایرباس ای۳۲۱            | ۴۱   | —       | ۲۳۰   |                                                        |
| ایرباس ای۳۲۱نئو         | ۱۱۱  | ۲۷۷     | ۲۳۹   | بزرگ‌ترین کاربر. تا ۲۰۲۹ تحویل داده می‌شوند.             |
| ایرباس ای۳۲۱ایکس‌ال‌آر    | —    | ۴۷      | ۲۳۹   | تحویل از ۲۰۲۴ تا ۲۰۲۹.                                 |
| ناوگان باری ویز ایر     |      |         |       |                                                        |
| ایرباس ای۳۳۰            | ۱    | —       | باری  | HA-LHU                                                 |
| مجموع                   | ۱۹۹  | ۳۳۷     |       |                                                        |